# NFL Expansion Draft 1995
Der NFL Expansion Draft 1995 der National Football League (NFL) war ein Expansion Draft, bei dem die beiden neuen Teams, die Jacksonville Jaguars und die Carolina Panthers, im Zuge der Aufstockung von 28 auf 30 Teams abwechselnd ihre ersten Spieler unter Vertrag nehmen konnten. Er fand am 15. Februar 1995 statt.
Beide Teams mussten mindestens 30 und konnten maximal 42 Spieler auswählen. Jedes existierende Team musste dazu sechs Spieler zur Verfügung stellen, die in der Saison 1995 unter Vertrag standen. Nach der Auswahl einer dieser Spieler, durften sie einen anderen wieder von der Liste nehmen. Damit standen deutlich weniger Spieler zur Verfügung, als beim NFL Expansion Draft 1976, wo nur 32 statt 44 Spieler geschützt wurden. Grund dafür war, dass die beiden Expansion-Franchises, anders als die Seattle Seahawks und Tampa Bay Buccaneers 1976, eine deutlich umfangreichere Free Agency nutzen konnten. Die ausgewählten Spieler mussten zudem mit ihren bestehenden Verträgen mindestens 38 % der Salary Cap füllen.
Die Jacksonville Jaguars durften im Expansion Draft zuerst auswählen, da sie den Münzwurf über das Auswahlrecht des Gesamtersten im NFL Draft 1995 verloren hatten. Die Jaguars wählten als ersten Spieler des Expansion Drafts Quarterback Steve Beuerlein von den Arizona Cardinals aus, während die Carolina Panthers Cornerback Rod Smith von den New England Patriots zu ihrem ersten Spieler machten. Jacksonville wählte insgesamt 31 Spieler aus, von denen 21 mindestens eine Saison für das Franchise spielten. Die Panthers wählten 35 Spieler aus, von denen es nur 15 den Kader der Saison 1995 schafften. Wide Receiver Mark Carrier (Panthers) und Cornerback Dave Thomas (Jaguars) waren die einzigen, ausgewählten Spieler die noch für das auswählende Team starteten, als der NFL Expansion Draft 1999 stattfand.

## Ausgewählte Spieler
| Runde           | Pick | auswählendes Team | Spieler           | Position          | abgebendes Team      | geschützter Spieler | Position         |
| --------------- | ---- | ----------------- | ----------------- | ----------------- | -------------------- | ------------------- | ---------------- |
| 1               | 1    | Jaguars           | Steve Beuerlein   | Quarterback       | Arizona Cardinals    | Ricky Proehl        | Wide Receiver    |
| 1               | 2    | Panthers          | Rod Smith         | Cornerback        | New England Patriots | Mike Gisler         | Guard            |
| 2               | 3    | Jaguars           | Corey Raymond     | Defensive Back    | New York Giants      | Stan White          | Quarterback      |
| 2               | 4    | Panthers          | Harry Boatswain   | Tackle            | San Francisco 49ers  | Ted Popson          | Tight End        |
| 3               | 5    | Jaguars           | Jeff Novak        | Tackle            | Miami Dolphins       | Muhammad Oliver     | Defensive Back   |
| 3               | 6    | Panthers          | Kurt Haws         | Tight End         | Washington Redskins  | Olanda Truitt       | Wide Receiver    |
| 4               | 7    | Jaguars           | John Duffs        | Defensive End     | Los Angeles Raiders  | Richard Stephens    | Tackle           |
| 4               | 8    | Panthers          | Tyrone Rodgers    | Defensive End     | Seattle Seahawks     | Terrence Warren     | Wide Receiver    |
| 5               | 9    | Jaguars           | Keith Goganious   | Linebacker        | Buffalo Bills        | Mike Davlin         | Center           |
| 5               | 10   | Panthers          | Mark Thomas       | Defensive End     | San Francisco 49ers  | Adam Walker         | Runningback      |
| 6               | 11   | Jaguars           | Mark Williams     | Linebacker        | Green Bay Packers    | James Willis        | Linebacker       |
| 6               | 12   | Panthers          | Tim McKyer        | Defensive Back    | Pittsburgh Steelers  | Lonnie Palelei      | Guard            |
| 7               | 13   | Jaguars           | Al Jackson        | Defensive Back    | Philadelphia Eagles  | John Hudson         | Center           |
| 7               | 14   | Panthers          | Curtis Whitley    | Offensive Lineman | San Diego Chargers   | Jeff Brohm          | Quarterback      |
| 8               | 15   | Jaguars           | Mark Tucker       | Center            | Arizona Cardinals    | David Merritt       | Linebacker       |
| 8               | 16   | Panthers          | Howard Griffith   | Runningback       | Los Angeles Rams     | Tim Lester          | Runningback      |
| 9               | 17   | Jaguars           | Paul Frase        | Defensive End     | New York Jets        | Johnny Johnson      | Runningback      |
| 9               | 18   | Panthers          | Greg Kraken       | Nose Tackle       | Kansas City Chiefs   | Tracy Rodgers       | Linebacker       |
| 10              | 19   | Jaguars           | Tom Myslinski     | Guard             | Chicago Bears        | Ryan Wetnight       | Tight End        |
| 10              | 20   | Panthers          | Cary Brabham      | Defensive Back    | Los Angeles Raiders  | Tyrone Montgomery   | Runningback      |
| 11              | 21   | Jaguars           | Willie Jackson    | Wide Receiver     | Dallas Cowboys       | Jason Garrett       | Quarterback      |
| 11              | 22   | Panthers          | Dave Garnett      | Linebacker        | Minnesota Vikings    | Charles Evans       | Runningback      |
| 12              | 23   | Jaguars           | Othello Henderson | Linebacker        | New Orleans Saints   | J. J. McCleskey     | Wide Receiver    |
| 12              | 24   | Panthers          | Andre Powell      | Linebacker        | New York Giants      | Keith Elias         | Runningback      |
| 13              | 25   | Jaguars           | Santo Stephens    | Linebacker        | Cincinnati Bengals   | Brett Wallerstedt   | Linebacker       |
| 13              | 26   | Panthers          | Dewell Brewer     | Runningback       | Indianapolis Colts   | Brian Stablein      | Wide Receiver    |
| 14              | 27   | Jaguars           | Darren Carrington | Safety            | San Diego Chargers   | Johnnie Barnes      | Wide Receiver    |
| 14              | 28   | Panthers          | Bob Christian     | Runningback       | Chicago Bears        | Trevor Cobb         | Runningback      |
| 15              | 29   | Jaguars           | Michael Davis     | Defensive Back    | Houston Oilers       | Jim Reid            | Tackle           |
| 15              | 30   | Panthers          | Fred Foggie       | Defensive Back    | Pittsburgh Steelers  | Jonathan Hayes      | Tight End        |
| 16              | 31   | Jaguars           | Dave Thomas       | Defensive Back    | Dallas Cowboys       | Jim Schwantz        | Linebacker       |
| 16              | 32   | Panthers          | Mark Carrier      | Wide Receiver     | Cleveland Browns     | Brad Goebel         | Quarterback      |
| 17              | 33   | Jaguars           | Mazio Royster     | Runningback       | Tampa Bay Buccaneers | Sean Love           | Guard            |
| 17              | 34   | Panthers          | Mark Rodenhauser  | Center            | Detroit Lions        | Aubrey Matthews     | Wide Receiver    |
| 18              | 35   | Jaguars           | Le'Shai Maston    | Wide Receiver     | Houston Oilers       | Travis Hannah       | Wide Receiver    |
| 18              | 36   | Panthers          | Steve Hawkins     | Wide Receiver     | New England Patriots | Steve DeOssie       | Linebacker       |
| 19              | 37   | Jaguars           | Charles Davenport | Wide Receiver     | Pittsburgh Steelers  | Ed Robinson         | Linebacker       |
| 19              | 38   | Panthers          | Brian O’Neil      | Fullback          | Philadelphia Eagles  | Otis Smith          | Defensive Back   |
| 20              | 39   | Jaguars           | Monty Grow        | Defensive Back    | Kansas City Chiefs   | Danan Hughes        | Wide Receiver    |
| 20              | 40   | Panthers          | Derrick Lassic    | Runningback       | Dallas Cowboys       | Lincoln Coleman     | Runningback      |
| 21              | 41   | Jaguars           | Marcus Wilson     | Runningback       | Green Bay Packers    | Sean Jones          | Defensive End    |
| 21              | 42   | Panthers          | Richard Buchanan  | Wide Receiver     | Los Angeles Rams     | Gerald Robinson     | Defensive End    |
| 22              | 43   | Jaguars           | Brant Boyer       | Linebacker        | Miami Dolphins       | Dion Foxx           | Linebacker       |
| 22              | 44   | Panthers          | Doug Pederson     | Quarterback       | Miami Dolphins       | Darrell Melone      | Defensive Back   |
| 23              | 45   | Jaguars           | Harry Colon       | Defensive Back    | Detroit Lions        | Leonard Burton      | Center           |
| 23              | 46   | Panthers          | Vince Marrow      | Tight End         | Buffalo Bills        | Jerry Crafts        | Tackle           |
| 24              | 47   | Jaguars           | Derek Brown       | Tight End         | New York Giants      | Carlton Bailey      | Linebacker       |
| 24              | 48   | Panthers          | Larry Ryans       | Wide Receiver     | Detroit Lions        | Rodney Holman       | Tight End        |
| 25              | 49   | Jaguars           | James Williams    | Linebacker        | New Orleans Saints   | Derrick Ned         | Runningback      |
| 25              | 50   | Panthers          | Baron Rollins     | Guard             | New Orleans Saints   | Frank Warren        | Defensive End    |
| 26              | 51   | Jaguars           | Eugene Chung      | Guard             | New England Patriots | David Bavaro        | Linebacker       |
| 26              | 52   | Panthers          | William Sims      | Linebacker        | Minnesota Vikings    | David Dixon         | Guard            |
| 27              | 53   | Jaguars           | Reggie Cobb       | Runningback       | Green Bay Packers    | Terrell Buckley     | Defensive Back   |
| 27              | 54   | Panthers          | Paul Butcher      | Linebacker        | Indianapolis Colts   | Brian Ratigan       | Linebacker       |
| 28              | 55   | Jaguars           | Desmond Howard    | Wide Receiver     | Washington Redskins  | Shane Collins       | Defensive End    |
| 28              | 56   | Panthers          | Jack Trudeau      | Quarterback       | New York Jets        | Brian Washington    | Defensive Back   |
| 29              | 57   | Jaguars           | Kelvin Martin     | Wide Receiver     | Seattle Seahawks     | Orlando Watters     | Defensive Back   |
| 29              | 58   | Panthers          | Charles Swann     | Wide Receiver     | Denver Broncos       | Russell Freeman     | Tackle           |
| 30              | 59   | Jaguars           | Cedric Tillman    | Wide Receiver     | Denver Broncos       | Daryll Hall         | Safety           |
| 30              | 60   | Panthers          | David Mims        | Wide Receiver     | Atlanta Falcons      | Chris Doleman       | Defensive End    |
| 31              | 61   | Jaguars           | Rogerick Green    | Cornerback        | Tampa Bay Buccaneers | Milton Jones        | Defensive End    |
| 31              | 62   | Panthers          | Shawn Price       | Defensive End     | Tampa Bay Buccaneers | Mike Sullivan       | Tackle           |
| 32              | 63   | Jaguars           | keine Auswahl     | keine Auswahl     | keine Auswahl        | keine Auswahl       | keine Auswahl    |
| 32              | 64   | Panthers          | Eric Guilford     | Wide Receiver     | Minnesota Vikings    | Roosevelt Nix       | Defensive Tackle |
| 33              | 65   | Jaguars           | keine Auswahl     | keine Auswahl     | keine Auswahl        | keine Auswahl       | keine Auswahl    |
| 33              | 66   | Panthers          | Bill Goldberg     | Defensive End     | Atlanta Falcons      | David Richards      | Guard            |
| 34              | 67   | Jaguars           | keine Auswahl     | keine Auswahl     | keine Auswahl        | keine Auswahl       | keine Auswahl    |
| 34              | 68   | Panthers          | Eric Ball         | Runningback       | Cincinnati Bengals   | Erik Wilhelm        | Quarterback      |
| 35              | 69   | Jaguars           | keine Auswahl     | keine Auswahl     | keine Auswahl        | keine Auswahl       | keine Auswahl    |
| 35              | 70   | Panthers          | Mike Teeter       | Defensive Tackle  | Houston Oilers       | Spencer Tillman     | Runningback      |
| 36              | 71   | Jaguars           | keine Auswahl     | keine Auswahl     | keine Auswahl        | keine Auswahl       | keine Auswahl    |
| 36              | 72   | Panthers          | keine Auswahl     | keine Auswahl     | keine Auswahl        | keine Auswahl       | keine Auswahl    |
| Ende des Drafts |      |                   |                   |                   |                      |                     |                  |